# 植村あかり
植村 あかり（うえむら あかり、1998年12月30日 - ）は、日本の歌手。ハロー!プロジェクトの女性アイドルグループ・Juice=Juiceの元メンバーで、3代目リーダーを務めた。公式ニックネームはあーりー。
大阪府出身。血液型O型。身長164.4 cm。ジェイピィールーム所属。

## 略歴
2010年、ハロー!プロジェクトのファンであるという叔母の勧めで「モーニング娘。9期メンバーオーディション」を受けるも3次審査で落選。しかし、同オーディションがきっかけとなり、地元大阪で研修生としてダンスレッスンを受け始めた。
2012年、ハロプロ研修生に加入が決定し、同年3月31日『ハロプロ研修生 発表会 2012〜3月の生タマゴShow!〜』にて初お披露目された。
2013年2月3日、ハロプロ研修生から新グループ「Juice=Juice」が結成されメンバーに選ばれる。
2013年9月11日、Juice=Juiceとしてシングル『ロマンスの途中/私が言う前に抱きしめなきゃね(MEMORIAL EDIT)/五月雨美女がさ乱れる(MEMORIAL EDIT)』でメジャーデビューした。
2021年11月25日、Juice=Juiceの3代目リーダーに就任。
2023年8月16日、2024年に予定されている春ツアーをもってJuice=Juiceおよびハロー!プロジェクトを卒業することを発表。
2024年6月14日、日本武道館で卒業公演を開催。同公演をもってJuice=Juiceおよびハロー!プロジェクトを卒業。これによりグループの結成メンバー（初期オリジナルメンバー）並びに20世紀生まれが全員卒業した形となった。
2024年7月23日、アメーバブログに『植村あかりオフィシャルブログ』を開設。
2024年8月1日、所属事務所をアップフロントプロモーションからジェイピィールームへ移籍。スタッフ兼用のXアカウントを開設。
2024年11月11日、M-line clubへの加入が発表された。
2025年8月23日、西日本出身のハロー!プロジェクトのメンバーによるユニット『ハロプロ西日本』に参加、所属事務所の先輩である杉田二郎の楽曲『戦争を知らない子供たち』のカバーを配信リリース予定。

## 人物
- 大人っぽいルックスとは対照的に、マイペースで天然な性格である[20][21]。
- ハロー!プロジェクトで尊敬するメンバーは、元・モーニング娘。の鞘師里保。その理由は「ダンスと歌がうまくて、すごいから…」[8]。
- プロデューサーであったつんく♂からは「Juice=Juiceにとって、この子は肝になりますね。なんせ、肝心な時に膝の靭帯を損傷させたり、インフルエンザにかかったり、本当に面白い劣等生。顔が派手なだけ、気になって仕方ない子です。何をやってもメンバーの中では一番最後ですが、でも、その分、成長の著しさが目立ちます。楽しみです!」などと評価されている[22]。
- Berryz工房の熊井友理奈に似ていると言われることがある[23]。
- 好きな食べ物はチョコレートで苦手な食べ物はメロンである[24]。
- 犬が大好きで、将来の夢として犬のトリマーになりたいと公言している。
- 山邊未夢（東京女子流）、佐々木彩夏（ももいろクローバーZ）、安本彩花（私立恵比寿中学）と連絡先を交換するなど交流がある[25]。

## 作品

### シングル
- 風のブーケ / 松原健之 feat. 植村あかり（Juice=Juice） & 川村文乃（アンジュルム） & 小片リサ（2021年9月29日、テイチクエンタテインメント）

### 映像作品
- Greeting 〜植村あかり〜（2014年7月19日、アップフロントワークス） - e-Hello!（イーハロ）シリーズ（e-LineUP!期間限定販売）[26]
- あかり（2015年12月16日、hachama） - BD[27]
- Take It Early（2016年8月17日、hachama） - BD[28]

## 出演

### テレビ
- 行くぜ!日本武道館!つばきファクトリー26時間スッペシャル（2021年9月11日、BSスカパー!） - 日本武道館トークLIVEコーナーに出演
- 西乃風ブラン堂（2021年10月11日 - 、MBSテレビ） - 川村文乃（アンジュルム、番組開始 - 2024年10月7日）→ 西田汐里（BEYOOOOONDS、2024年10月14日 - ）とともにMC[29]

### ラジオ
- Juice=Juice金澤朋子と植村あかりのクリスマスもマイペース!（2015年12月23日、ラジオ関西）[30]
- アキナの週刊ヤングフライデー（2019年10月4日 - 12月27日、MBSラジオ）[31] - 期間レギュラー
- ラジオでもない音（ね）（2019年11月10日 - 2020年3月31日、MBSラジオ） - MC[32][33]
- 生田衣梨奈・植村あかりのハロプロ西遊記（2021年10月3日・10日、MBSラジオ）
- 金澤朋子のVivid Midnight（2021年10月3日・17日、NACK5) - 金澤朋子の代打パーソナリティー
- 西乃風ブラン堂ラジオ（2021年10月17日 - 2024年10月13日、MBSラジオ）[34]
- 爆夜〜BAKUNAI（2021年11月28日 - 2024年6月9日、ラジオ日本） - アシスタント[35]

### 舞台
- もしも国民が首相を選んだら（2013年4月24日 - 30日、全労済ホール/スペース・ゼロ）[36]
- 演劇女子部『ミュージカル 恋するハローキティ』（2014年11月19日 - 24日、紀伊國屋サザンシアター） - 菅野アリサ 役
- 演劇女子部『タイムリピート〜永遠に君を想う〜』（2018年9月28日 - 10月8日、全労済ホール/スペース・ゼロ）[37] - リョウ 役[38]
- JKニンジャガールズ（2017年3月2日・3日、全労済ホール/スペース・ゼロ） - 日替わりゲスト[39]

### コンサート
- M-line Special 2021〜Make a Wish!〜（2021年3月20日・11月14日、NHK大阪ホール、各日昼夜2公演） - ゲスト出演[40]
- M-line Special 2022 〜My Wish〜（2022年3月19日、日本特殊陶業市民会館 ビレッジホール / 21日、広島JMSアステールプラザ 大ホール / 各日昼夜2公演） - ゲスト出演[41]

### モデル
- タトラス 2021-22AWフリースコレクション（2021年9月）[42]
- タトラス 2022AWフリースコレクション（2022年9月）[43]

## 書籍

### 写真集
- AKARI（2015年10月29日[44]、ワニブックス、撮影：西田幸樹）[45][46][47]
  - ISBN 978-4-8470-4789-3（通常版）
  - ISBN 978-4-8470-4790-9（Amazon限定カバーVer.）
- AKARI II（2016年7月25日、ワニブックス、撮影：西田幸樹）[48][49][50]
  - ISBN 978-4-8470-4852-4（通常版）
  - ISBN 978-4-8470-4853-1（Amazon限定カバーVer.）
- AKARI III（2019年1月9日、オデッセー出版、撮影：根本好伸）[51][52]
  - ISBN 978-4-8470-8184-2（通常版）
  - ISBN 978-4-8470-8185-9（Amazon限定カバーVer.）
- Strelitzia（2024年5月23日、オデッセー出版、撮影：佐野円香）[53][54]
  - ISBN 978-4-8470-8557-4（通常版）
  - ISBN 978-4-8470-8558-1（Amazon限定カバーVer.）

## 所属グループ・ユニット
- Juice=Juice（2013年 - 2024年）
- さとのあかり（2014年）
- ハロプロ・オールスターズ（2018年 - 2020年）
- ハロプロ西日本（2025年 - ）